# マグダレナ・リバリコバ
マグダレナ・リバリコバ（Magdaléna Rybáriková, 1988年10月4日 - ）は、スロバキア・ピエシュチャニ出身の女子プロテニス選手。2017年ウィンブルドン選手権女子シングルスでベスト4に進出した。WTAツアーでシングルス4勝、ダブルス1勝を挙げた。身長180cm、体重65kg。右利き、バックハンド・ストロークは両手打ち。WTAランキング最高位はシングルス17位、ダブルス50位。

## 来歴
リバリコバは7歳からでテニスを始め、2005年にプロに転向した。この年からフェドカップにスロバキア代表として出場している。
4大大会では2008年全仏オープンで予選を勝ち上がり初出場し、2回戦で第13シードのディナラ・サフィナに 0-6, 1-6 で敗れている。全米オープンではパティ・シュナイダーとの3回戦まで進出した。

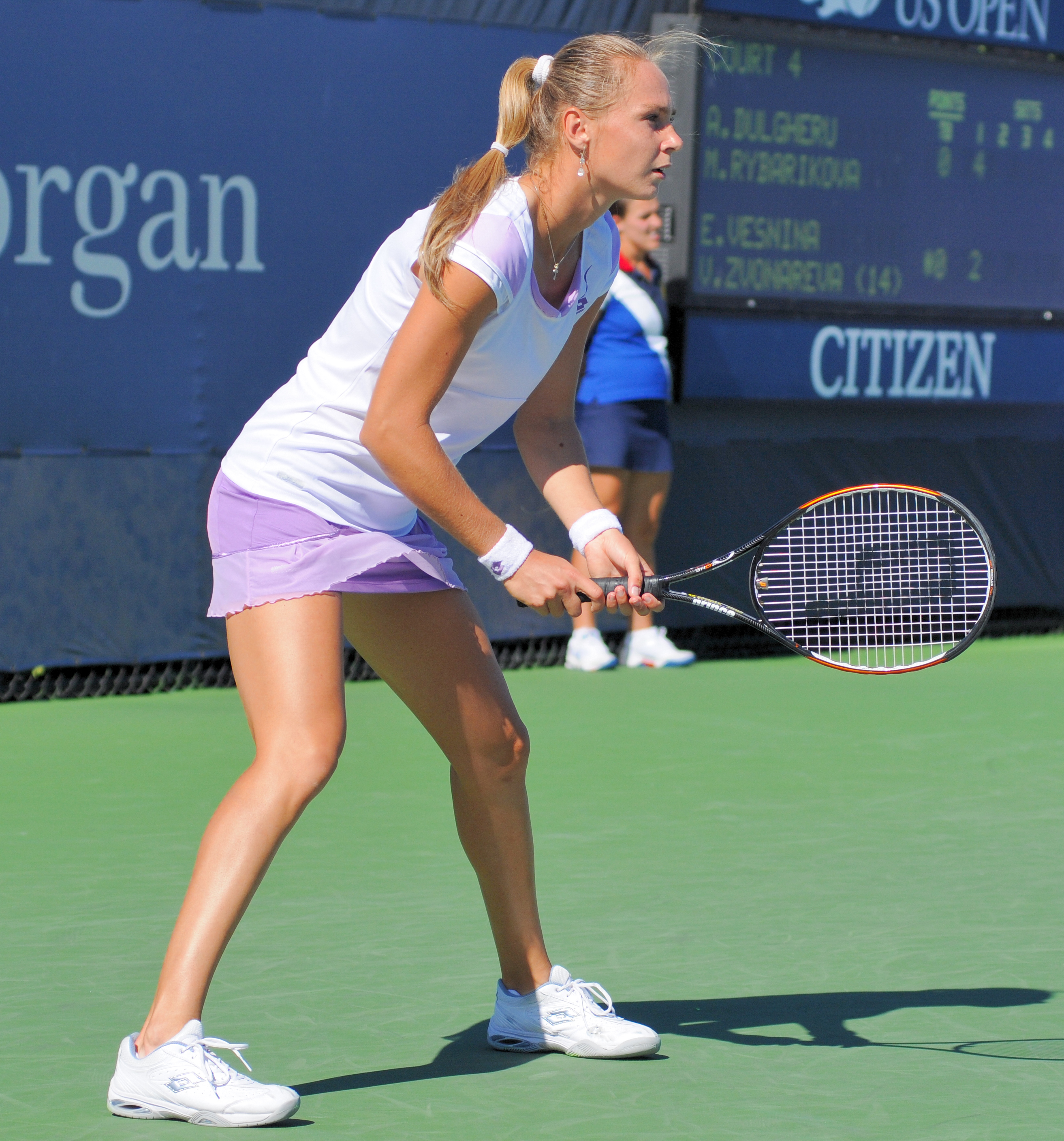
2010年全米オープンにて

2009年6月のバーミンガム大会でツアー初の決勝に進出し李娜を 6–0, 7–6(2) で破り初優勝を果たした。2011年2月のメンフィス大会で2度目の決勝に進出しレベッカ・マリーノの途中棄権により2勝目を挙げた。2012年8月のワシントンD.C.の大会でツアー3勝目を挙げ、翌年の大会も連覇した。2013年大会の準々決勝で当時9位のアンゲリク・ケルバーを 7-6(7), 3-6, 6-3 で破り初めてトップ10プレーヤーに勝利した。
リバリコバは2013年全米オープンで第29シードに選出され4大大会で初めてシード選手になった。しかし1回戦でラッキールーザーのパトリシア・メイヤー＝アッハライトナーに 6-7(2), 3-6 で敗れた。
2014年ウィンブルドン選手権ではアンドレア・ペトコビッチと組んだダブルスでベスト4に進出している。
2017年ウィンブルドン選手権では4大大会シングルスで初めてベスト4に進出した（これまでのリバリコバは3回戦進出が最高成績であった）。準決勝では優勝したガルビネ・ムグルサに 1-6, 1-6 で敗れた。
2018年全豪オープンでは4回戦に進出した。2018年3月5日付のランキングで自己最高の17位を記録した。
リバリコバは2020年に現役を引退した。

## WTAツアー決勝進出結果

### シングルス: 8回 (4勝4敗)
| 大会グレード                  |
| ----------------------------- |
| グランドスラム (0–0)          |
| WTAファイナルズ (0–0)         |
| プレミア・マンダトリー (0–0)  |
| プレミア5 (0-0)               |
| WTAエリート・トロフィー (0-0) |
| プレミア (0–2)                |
| インターナショナル (4–2)      |

| 結果   | No. | 決勝日         | 大会           | サーフェス    | 対戦相手                         | スコア        |
| ------ | --- | -------------- | -------------- | ------------- | -------------------------------- | ------------- |
| 優勝   | 1.  | 2009年6月14日  | バーミンガム   | 芝            | 李娜                             | 6–0, 7–6(2)   |
| 優勝   | 2.  | 2011年2月19日  | メンフィス     | ハード (室内) | レベッカ・マリーノ               | 6–2, 途中棄権 |
| 準優勝 | 1.  | 2011年9月24日  | 広州           | ハード        | シャネル・シェパーズ             | 2–6, 2–6      |
| 優勝   | 3.  | 2012年8月4日   | ワシントンD.C. | ハード        | アナスタシア・パブリュチェンコワ | 6–1, 6–1      |
| 優勝   | 4.  | 2013年8月4日   | ワシントンD.C. | ハード        | アンドレア・ペトコビッチ         | 6–4, 7–6(2)   |
| 準優勝 | 2.  | 2014年8月23日  | ニューヘイブン | ハード        | ペトラ・クビトバ                 | 4–6, 2–6      |
| 準優勝 | 3.  | 2017年10月15日 | リンツ         | ハード (室内) | バルボラ・ストリコバ             | 4–6, 1–6      |
| 準優勝 | 4.  | 2018年6月24日  | バーミンガム   | 芝            | ペトラ・クビトバ                 | 6–4, 1–6, 2–6 |

### ダブルス: 2回 (1勝1敗)
| 結果   | No. | 決勝日         | 大会       | サーフェス | パートナー                 | 対戦相手                                    | スコア   |
| ------ | --- | -------------- | ---------- | ---------- | -------------------------- | ------------------------------------------- | -------- |
| 準優勝 | 1.  | 2010年10月25日 | タシケント | ハード     | アレクサンドラ・ドゥルゲル | アレクサンドラ・パノワ タチアナ・ポウチェク | 3–6, 4–6 |
| 優勝   | 1.  | 2012年5月5日   | ブダペスト | クレー     | ヤネッテ・フサロバ         | エバ・ビルネロバ ミハエラ・クライチェク     | 6–4, 6–2 |

## 4大大会シングルス成績
略語の説明
| W | F | SF | QF | #R | RR | Q# | LQ | A | Z# | PO | G | S | B | NMS | P | NH |

W=優勝, F=準優勝, SF=ベスト4, QF=ベスト8, #R=#回戦敗退, RR=ラウンドロビン敗退, Q#=予選#回戦敗退, LQ=予選敗退, A=大会不参加, Z#=デビスカップ/BJKカップ地域ゾーン, PO=デビスカップ/BJKカッププレーオフ, G=オリンピック金メダル, S=オリンピック銀メダル, B=オリンピック銅メダル, NMS=マスターズシリーズから降格, P=開催延期, NH=開催なし.
| 大会           | 2007 | 2008 | 2009 | 2010 | 2011 | 2012 | 2013 | 2014 | 2015 | 2016 | 2017 | 2018 | 2019 | 通算成績 |
| -------------- | ---- | ---- | ---- | ---- | ---- | ---- | ---- | ---- | ---- | ---- | ---- | ---- | ---- | -------- |
| 全豪オープン   | A    | A    | 1R   | 1R   | 1R   | 1R   | 1R   | 2R   | 2R   | 2R   | A    | 4R   | 1R   | 5–10     |
| 全仏オープン   | A    | 2R   | 2R   | 2R   | 1R   | 1R   | 2R   | 2R   | 2R   | 1R   | 2R   | 3R   | 1R   | 9-11     |
| ウィンブルドン | LQ   | 1R   | 1R   | 1R   | 1R   | 1R   | 1R   | 1R   | 3R   | 1R   | SF   | 1R   | 2R   | 8–12     |
| 全米オープン   | A    | 3R   | 3R   | 1R   | 1R   | 2R   | 1R   | 1R   | 1R   | A    | 3R   | 1R   | LQ   | 7–10     |